# Пульт гірничого диспетчера

Пульт гірничого диспетчера (рос. пульт горного диспетчера, англ. pannel of mining controller, нім. Steuerpult des Bergbaudispatchers) — пульт, призначений для диспетчерського керування технологічними процесами шахти, кар'єра, збагачувальної фабрики, одержання оперативної інформації про хід виробництва і параметри, які характеризують безпеку ведення робіт, організації диспетчерського зв'язку. 

## Загальний опис
В кінці ХХ - на початку ХХІ ст. диспетчерський зв'язок включав  секції: технологічну, дисплея, зв'язку, мнемощита. У подальшому мнемощити суттєво замінені комп'ютерною інформацією. В Україні пульт типу ПГД виготовлявся заводом «Красний металіст» (м. Конотоп).
ПГД включає стіл з похилими лицьовими панелями, на якому розміщують дисплеї, апаратуру зв'язку і представлення інформації (сигнальні лампи, вимірювальні прилади і ін.), органи управління, за допомогою яких здійснюється оперативне управління виробництвом, і ряду вертикальних панелей технологічної секції (ТС), що встановлюються у полі зору диспетчера або в апаратному залі. На панелях зосереджена апаратура сигналізації, вимірювання, реєстрації, а іноді і органи управління, а також мнемосхеми технологічного виробництва або окремих його дільниць.
Мнемосхема, як правило, складається з трьох частин: панелей, що відображають протікання технологічних процесів і стан технологічного устаткування (технологічна мнемосхема), панелей електропостачання і панелей інформації про аварії на шахті.
Технологічна мнемосхема є інформаційною моделлю шахти і представляє умовне наочне графічне зображення функціональної схеми складного, технологічного об'єкта, що оперативно змінюється в часі і просторі. Для диспетчера вона є найважливішим джерелом інформації про поточний стан об'єктів управління, зокрема про відхилення від нормальних технологічних режимів і аварії. На ній відображаються гірничі виробки, система провітрювання, транспортні магістралі, розташування стаціонарних установок і ін. Це допомагає диспетчеру відтворювати в пам'яті об'єкти шахти, технологічну схему керованих процесів і зв'язків між ними, устаткування, що реалізує процеси. Все це є важливим для вирішення оперативних завдань управління, ухвалення диспетчером правильних рішень щодо управління технологічними процесами. Мнемосхема також дозволяє здійснити контроль над виконанням цих рішень, завдяки наявності на ній відповідних засобів візуальної індикації роботи машин і апаратів технологічної схеми шахти.
Апаратура зв'язку містить засоби спеціального диспетчерського зв'язку, до яких належать: апаратура диспетчерського телефонного зв'язку; апаратура гучномовного зв'язку і оповіщення про аварії; високочастотний зв'язок з машиністами електровозів; телебачення.

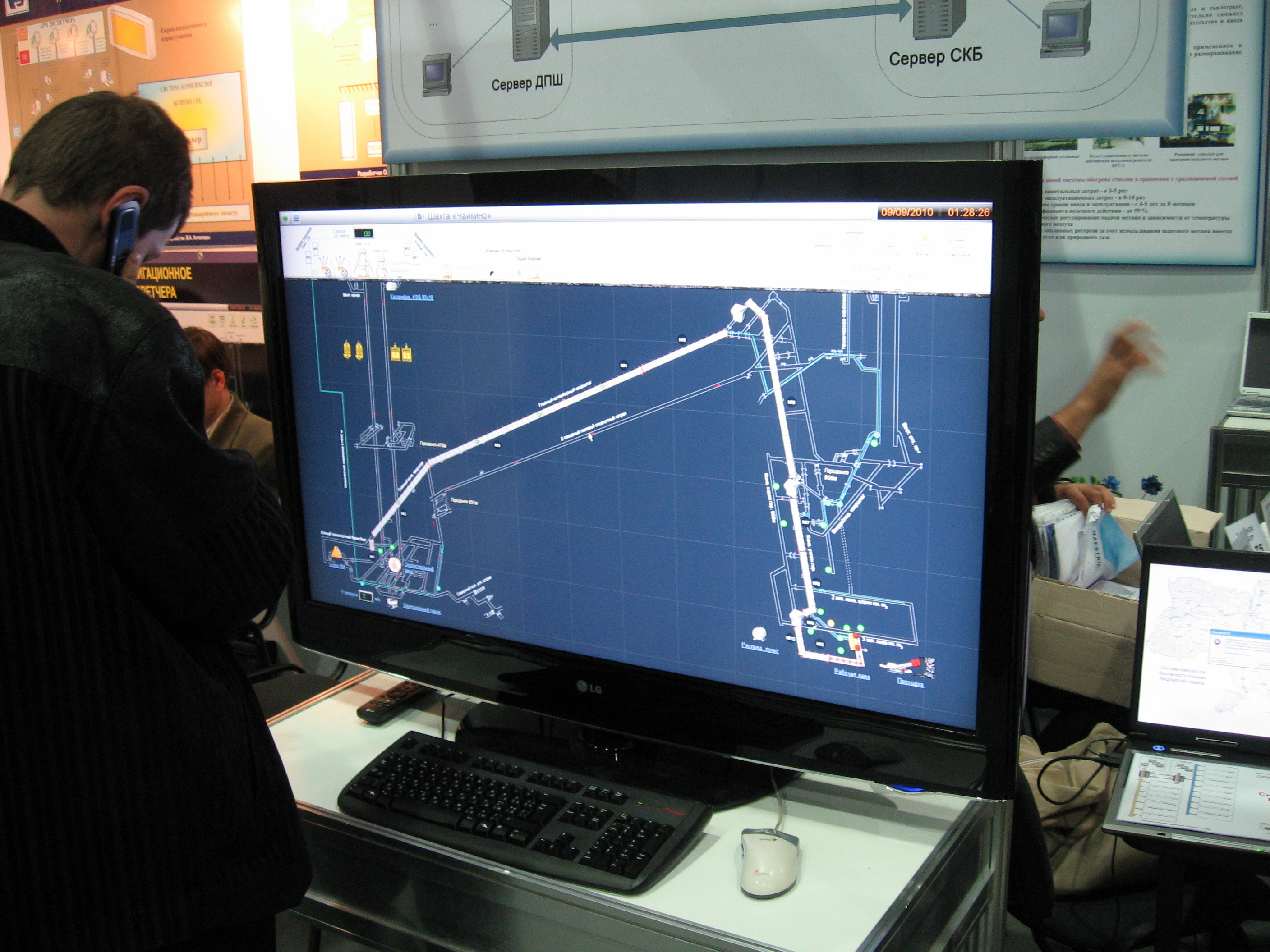
Схема виробок на моніторі

Розподіл апаратури на пульті або щитах залежить від обсягу і характеру інформації, що надходить на центральний диспетчерський пункт (ЦДП). Окрім пультів і щитів в ЦДП розміщується різна допоміжна апаратура: комутаційні пристрої; шафи і стійки з блоками перетворювачів, підсилювачів, випрямлячів; щити електроживлення тощо.